# Helene Mayer
Helene Mayer   (Offenbach am Main, 20 de desembre de 1910 - Heidelberg, 15 d'octubre de 1953) va ser una tiradora d'esgrima alemanya que va competir durant les dècades de 1920 i 1930. Va prendre part en tres edicions dels Jocs Olímpics, el 1928, 1932 i 1936.
El 1928, als Jocs d'Amsterdam, guanyà la medalla d'or en la prova del floret individual del programa d'esgrima. Quatre anys més tard, als Jocs de Los Angeles, fou cinquena en la mateixa prova. La seva tercera i darrera participació en uns Jocs fou el 1936, a Berlín, on guanyà la medalla de plata en la prova del floret individual.
Aquesta darrera participació fou controvertida, ja que hi va prendre part malgrat haver estat obligada a abandonar Alemanya el 1935 perquè era jueva. Fou l'única atleta alemanya d'origen jueu que hi guanyà una medalla. En la cerimònia d'entrega de la medalla va fer la salutació nazi. Es va dir que ho hauria fet per protegir la seva família que encara vivia a Alemanya, als camps de treball. Alguns consideren que era un traïdora i oportunista, mentre d'altres la consideren una figura tràgica que no només va ser utilitzada per l'Alemanya nazi, sinó també pel Comitè Olímpic Internacional i el Comitè Olímpic dels Estats Units per evitar un boicot dels Jocs.
Després dels Jocs Olímpics va tornar als Estats Units i es proclamà campiona nacional. Va rebre la ciutadania estatunidenca el 1941 però va tornar a Alemanya. Va morir el 1953, deixant poques entrevistes i poca correspondència, i creant un misteri sobre els seus veritables sentiments sobre el fet de competir per l'Alemanya nazi.
En el seu palmarès també destaquen tres medalles d'or i una de plata al Campionat del Món d'esgrima: el 1929, 1931 i 1937; vuit campionats nacionals dels Estats Units en floret entre 1934 i 1946; set d'alemanys entre 1924 i 1939 i un d'italià (1928).
El 1952 tornà a Alemanya, on es casà amb un vell amic, Erwin Falkner von Sonnenburg. Morí d'un càncer de mama l'octubre de 1953, dos mesos abans de fer 43 anys.